# Violette (film)
Violette è un film francese del 2013 diretto da Martin Provost.
Pellicola biografica sulla vita della scrittrice francese Violette Leduc, con particolare attenzione agli anni della sua formazione letteraria e al rapporto con la filosofa e autrice Simone de Beauvoir, è stata proiettata durante la Presentazione Speciale al Toronto International Film Festival nel 2013.

## Trama
Durante gli ultimi anni della seconda guerra mondiale, Violette Leduc vive in condizioni precarie accanto allo scrittore Maurice Sachs, il quale, pur non ricambiando il suo affetto, la incoraggia a scrivere. In cerca di legittimazione intellettuale e di una guida, Violette decide di contattare Simone de Beauvoir, a cui consegna il manoscritto della sua prima opera. De Beauvoir, colpita dal talento e dall’onestà della scrittura, prende seriamente in considerazione il testo, fornendo commenti e supporto.
Questo incontro segna l’inizio di una profonda relazione intellettuale tra le due donne. Grazie all’intercessione di de Beauvoir, Violette viene introdotta ai principali esponenti della scena culturale e filosofica francese del dopoguerra, tra cui Jean-Paul Sartre, Jean Genet e Albert Camus.
Il momento culminante della carriera letteraria di Leduc arriva nel 1964, con la pubblicazione del suo romanzo autobiografico La Bâtarde. L’opera, che affronta con schiettezza temi quali la maternità, l’identità, la sessualità e l’emarginazione sociale, ottiene un ampio successo di pubblico e critica, permettendole per la prima volta di vivere dei proventi della propria scrittura.

## Distribuzione
Nelle sale cinematografiche italiane, il film è stato distribuito il 25 giugno 2015 da Movies Inspired.